# Alla källor springer fram i glädje
Alla källor springer fram i glädje är en psalm, ursprungligen på norska med titeln Alle kilder bryter frem i glede, skriven av Eyvind Skeie 1977. Melodin (F-dur, 4/4) är skriven av Guttorm Ihlebæk 1979. Psalmen översattes till svenska av Britt G Hallqvist 1978.
Text och musik är upphovsrättsligt skyddade.

## Publicerad i
- 1986 års psalmbok som nr 481 under rubriken "Jungfru Marie bebådelsedag".
- Finlandssvenska psalmboken 1986 som nr 58 under rubriken "Marie bebådelsedag".
- Psalmer och Sånger 1987 som nr 530 under rubriken "Kyrkoåret - Jungfru Marie bebådelsedag".[1]